# Detroit and Cleveland Navigation Company
La Detroit and Cleveland Navigation Company a menudo abreviada como D&C, era una Compañía naviera estadounidense que operaba en los Grandes Lagos.

## Historia
En su apogeo, D&C Line se encontraba entre las compañías navieras más conocidas en el negocio de los Grandes Lagos, y sus embarcaciones se encontraban entre las más grandes y palaciegas jamás vistas. Dos de ellos, el SS Greater Buffalo y el SS Greater Detroit, se construyeron en 1923 y eran conocidos como los barcos de pasajeros de ruedas laterales más grandes del mundo. El arquitecto navalFrank E. Kirbydiseñó muchos barcos D&C. Como transbordadores y cruceros, todos los barcos de D&C fueron un éxito con varios grupos cívicos y compañías que a menudo fletaban cada barco debido a su reputación de excelentes servicios y buena cocina. Al llegar a Buffalo las felices parejas de luna de miel se conectarían con las Cataratas del Niágara. A fines de la década de 1930 el uso cada vez mayor delautomóvilcausó que el número de pasajeros disminuyera lentamente.
Durante la Segunda Guerra Mundial, Greater Buffalo se convirtió en el portaaviones de entrenamiento USS Wolverine (IX-64) para su uso en los Grandes Lagos. Mientras tanto, el Metropolitan Detroit y sus compañeros de flota vieron un aumento en los ingresos por pasajeros, con los barcos razonablemente llenos ya que los estadounidenses racionaron la gasolina para el esfuerzo de guerra y por lo tanto, eligieron viajar entre ciudades en los transatlánticos D&C, entre otras líneas que operaban en ese momento.
Al final de la guerra los ingresos volvieron a caer. El Greater Detroit y sus compañeras de flota, City of Cleveland III, City of Detroit III, Eastern States y Western States, fueron todo lo que quedó. El 26 de junio de 1950, el carguero noruego Ravenfjell chocó contra la popa del City of Cleveland III de 390 pies (120m) de largo y sufrió graves daños. Cinco pasajeros murieron en la colisión con decenas heridos. Los dos barcos sobrevivieron y regresaron a sus puertos, pero este incidente, junto con el dramático resurgimiento del tráfico de automóviles y camiones, acabó con la empresa. La compañía se disolvió formalmente en 1951 poco después de que el City of Detroit condenara sus antiguas terminales portuarias debido a su vejez y en 1959, la mayoría de los barcos restantes de la línea habían sido desguazados, El Metropolitan Detroit y el Western States en particular, se incendiaron sus superestructuras superiores de madera antes de que sus cascos de acero fueran desguazados en la Steel Company of Canada.
Western States, después de encontrarse en el dique seco en 1951, fue remolcado a Tawas City, Míchigan en el Lago Huron en 1955 para convertirse en un hotel flotante. Overniter Inc. era su propietario y el barco pasó a llamarse extraoficialmente Overniter, Cuando la idea del Flotel (Mezcla entre las Palabras Flotante y Hotel) resultó no ser rentable y Siegel Iron & Metal Companyde Detroit la compró. Después de un incendio en el muelle en 1959, Bay City Scrap Company con sede en Michigan, la desguazó en el antiguo Astillero Davidson.
Greater Buffalo fue declarado superávit por la Armada de los Estados Unidos y desguazado en 1948.
Un buque construido en 1883, el City of Mackinac de 203 pies (62 m) de largo y 807 toneladas (rebautizado como New York State en 1893 por Cleveland and Buffalo Line) fue vendido a D&C en 1909. El City of Mackinac fue luego convertido en la casa club flotante del Chicago Yacht Club (de 1936 a 2004) y fue el último barco conocido de D&C Line en sobrevivir.

## Rutas
La ruta principal era entre Detroit y Cleveland. Las rutas también conducen a Buffalo en el Estado de Nueva York con la compra de Detroit and Buffalo Steamship Company en 1909. También se ofrecieron vuelos chárter y excursiones de un día. La mayoría de los viajes programados eran viajes nocturnos y aterrizaban en la mañana después de la salida. Cada barco estaba pintado con un casco negro y una superestructura blanca y letras blancas para 1949, los barcos vestían pintura completamente blanca con letras azules. La popular línea operó desde 1868 hasta 1951 y, a menudo, se la conoce como la propietaria de muchos de los mejores Palacios Flotantes y Barcos de Luna de Miel de los Grandes Lagos.

## Memorias de D&C
Cuando la"City of Detroit III"fue desmantelada y desechada en 1956, Frank Schmidt compró los accesorios de madera del Gothic Room a bordo del vapor y envió el material a los suburbios de Cleveland. Después de su muerte el Museo de los Grandes Lagos de Dossin en Belle Isle en el Río Detroit adquirió la madera y una parte de la sala grande y elegante se conservó allí como un recordatorio de los pasados días de gloria de D&C Line.
No fue hasta la llegada del barco alemán HAPAG Columbus en 1997 que se habían visto barcos de pasajeros tan grandes y bien acomodados en los Grandes Lagos.
Junto con Hudson River Day Line, Georgian Bay Lines, Great Lakes Transit Company, Canada Steamship Lines, Fall River Line, Old Bay Line, entre otras líneas D&C Line se considera una de las principales compañías de transporte de pasajeros del interior de Estados Unidos. y cursos de agua costeras fue un motor de personas y un catalizador para el desarrollo de numerosas ciudades y puertos, en un momento en que aún no se habían construido y establecido mejores rutas para automóviles y camiones, junto con puentes más grandes.

## Barcos Notables
- City of Detroit III(1912–1957)
- Eastern States(1901–1957)
- Western States(1902–1959)
- City of Cleveland III(1907–1956)
- Greater Detroit(1923–1957)
- Greater Buffalo(1923–1947)
- City of Makinac(1883–1982)
- City of Alpena II
- City of St. Ignace
- State of New York[3]